# Детский билингвизм
Детский билингвизм (детское двуязычие) — явление, при котором ребёнок владеет двумя языками, причём использование языков не мешает друг другу.

## Ситуации развития детей-билингвов
Двуязычными чаще всего становятся дети из семей мигрантов или дети из смешанных, биэтнических семей. В первом случае язык, используемый родителями ребёнка, отличается от языка внешнего социума, а во втором — два языка присутствуют в самой семье.

## Коммуникативные стратегии
Для того, чтобы развитие ребёнка-билингва было наиболее успешным, родители обычно обдумывают способы, которыми будут поддерживать владение обоими языками. Эти способы называются коммуникативными стратегиями.
- Принцип «один человек/родитель — один язык» является самым испытанным и эффективным: он применяется уже почти 100 лет в разных странах. Многие родители, стремясь больше внимания обращать на речевое развитие своих детей, на возможность активизировать их способности, обращаются к этому принципу. Популярность принципа «один родитель — один язык» не уменьшается, его применением охватывается все больше стран, в том числе и Россия. Этот принцип может реализоваться не только родителями, но и друзьями, родственниками, нянями, гувернантками.
- Принцип «одна ситуация — один язык» разделяет языки по ситуации их применения. Родителями делается выбор, в какой ситуации на каком языке будет идти общение.
- Принцип «одно место — один язык»  позволяет разделить два языка по местам их применения. Чаще всего, выбирается «домашний» язык и язык, на котором с ребёнком говорят за пределами дома. Причём, в семьях, придерживающихся этого принципа, один и тот же родитель говорит с ребёнком дома на одном языке, а вне дома — на другом.
- Принцип «одно время — один язык» используется реже. Такой принцип подходит для поддержания уровня владения языком у ребёнка постарше, при условии, что вся семья владеет этим языком. Смысл такого принципа в том, что в определённое время суток либо в определённый день семья по договорённости заранее полностью переходит на общение на втором языке. Такой принцип часто используют родители, обучающие ребёнка с детства иностранному языку, вводя традицию, например, «английских суббот».

## Возможные варианты трансформации билингвизма
Владение языками двуязычного ребёнка не остаётся статичным — уровень владения тем или иным языком может меняться вплоть до полного забывания одного из языков. Возможные варианты изменения уровня владения языком: 
1. Языковая аттриция — деградация одного языка,
2. Фоссилизация — остановка развития одного языка,
3. Смена языка — выход языка из сферы употребления билингвом.

## Влияние билингвизма на развитие ребёнка
Мнения специалистов о пользе и вреде билингвизма для развития ребёнка расходятся. Сторонники билингвизма указывают на то, что при благополучном развитии дети-билингвы после некоторого отставания от сверстников в раннем возрасте начинают их опережать по многим показателям в школьном возрасте и старше.
К числу интересных моментов развития билингвов относится то, что старшие дошкольники и школьники-билингвы в большей степени интересуется лингвистическими явлениями, чем монолингв, поскольку его языковой опыт значительно шире.
Противники же билингвизма указывают на то, что речевое развитие ребёнка-билингва на ранних этапах идёт значительно медленнее, чем у сверстников-монолингв, а такая задержка речевого развития может повлечь за собой задержки в интеллектуальной сфере и в развитии мышления, так как развитие ребёнка раннего возраста напрямую связано с общением его со взрослыми.